# 慧龙寺
慧龙寺，位于中国广东省江门市新会区司前镇凤岗村。慧龙寺始建于唐代，面积约2500平方米，曾为新会第二大寺。1978年，慧龙寺被毁。现仅存石柱若干。慧龙寺遗址有两棵树龄超过150年的菩提树，是新会最古老的菩提树。
2004年，慧龙寺遗址列入江门市新会区文物保护单位。